# Allocation aux vieux travailleurs salariés
L’allocation aux vieux travailleurs salariés (AVTS) est une allocation sociale française instituée par le régime de Vichy par la loi du 14 mars 1941.
La loi du 14 mars 1941 instaure en France le régime de retraite par répartition ainsi que le minimum vieillesse.
Depuis mars 2011, une allocation unique remplace les différentes prestations constitutives du minimum vieillesse : l'allocation de solidarité aux personnes âgées (ASPA) . 
Des mesures transitoires sont prévues pour passer d'une allocation AVTS à l'autre, l'ASPA.
Le montant est passé de 723 F en 1960, à 3248 € annuel en 2011.